# Gamma Virginis
γ Virginis (Gamma Virginis, γ Vir) ist ein Doppelstern bestehend aus zwei fast gleich hellen Hauptreihensternen mit Helligkeiten von 3,48 mag und 3,50 mag, welche beide dem Spektraltyp F0 zugehören. Die scheinbare Gesamthelligkeit beträgt 2,7 mag. Das System ist ca. 38,6 Lichtjahre von der Sonne entfernt.
Das System weist eine Umlaufperiode von 169 Jahren auf, während der der Winkelabstand beider Komponenten zwischen 0,3" und 6,2" schwankt. Außerhalb des Zeitraums der größten Annäherung ist er ein beliebtes Objekt bei Amateurastronomen, während zum Zeitpunkt des größten Annäherung zur Trennung ein größeres Gerät nötig ist. Die größte Annäherung erreichten die beiden Komponenten zuletzt im Jahre 2005; seither entfernen sie sich wieder voneinander und der Winkelabstand beträgt 2022 wieder 3,2".
Der Stern trägt den historischen Eigennamen Porrima (Name einer italischen Geburtsgöttin). Als ekliptiknaher Stern kann er vom Mond und (selten) von Planeten bedeckt werden.
Die IAU hat am 20. Juli 2016 den historischen Eigennamen Porrima als standardisierten Eigennamen für den Stern HR 4825 festgelegt. Der zweite Stern HR 4826 hat demnach keinen Eigennamen.